# Hyalonema clathratum
Hyalonema clathratum är en svampdjursart som beskrevs av Isao Ijima 1895. Hyalonema clathratum ingår i släktet Hyalonema och familjen Hyalonematidae. Inga underarter finns listade i Catalogue of Life.